# Calosoma angulatum
Calosoma angulatum är en skalbaggsart som beskrevs av Louis Alexandre Auguste Chevrolat. Calosoma angulatum ingår i släktet Calosoma och familjen jordlöpare. Inga underarter finns listade i Catalogue of Life.